# سليمان جلبي
سليمان چلبي (بالتركية: Süleyman Çelebi)‏ (1377 - 17 فبراير 1411) (ويُنطق: تشَلَبِي)، بن السلطان بايزيد الأول، كان أميرا عثمانيا (بالتركية: şehzade)‏ وشارك في حكم الأراضي العثمانية لعدة سنوات خلال عهد الفترة. الاسم «چلبي» هو لقب فخري يعني «رجل نبيل» وكان يُطلق على أبناء السلطان.

## السلطنة الأولى لمراد الثاني 824-848هـ/1421-1444م

### جلوس «مراد الثاني» على سدة الحكم في "بورصة
توجه الأمير «مراد بك»، الابن الأكبر للسلطان «محمد الأول» وولي عهده، بالتحرك من ولايته، «آماسية» إلى «بورصة»، ما إن سمع بنبأ وفاة والده، وجلس على سدة الحكم العثماني. ويسمى هذا السلطان، في المصادر العثمانية، «مراداً الثاني».
وبناءً على ولادة «مراد الثاني» في 806هـ/1403-1404م، فإنه كان في الثامنة عشرة من العمر، عند ارتقائه العرش العثماني. وبموجب الرواية التقليدية، التي لا تعدّ «سليمان جلبي» و«موسى جلبي» من السلاطين العثمانيين، فإن «مراداً الثاني» هذا، هو السلطان السادس في سلسلة سلاطين الدولة العثمانية. فإذا عدّ «سليمان» و«موسى جلبي» في تلك السلسلة، يكون «مراد الثاني» هو الثامن في تلك السلسلة. إلا أنه بالنظر إلى عدم تمكن «سليمان» و«موسى جلبي» من السيطرة على أراضي الدولة العثمانية، في «الروملي» والأناضول، في وقت واحد، فلا يصح عدهما من السلاطين العثمانيين. ووالدة السلطان «مراد الثاني»، هي «أمينة خاتون»، ابنة «سلي بك»، حاكم «ذولقادر».
إن إخفاء نبأ وفاة السلطان «محمد الأول»، واحداً وأربعين يوماً، وتوجه «مراد الثاني» إلى «بورصة»، من دون ذهابه إلى «أدرنة»، وجلوسه على سدة الحكم في «بورصة»، يتعلق بظهور الأمير «مصطفى»، للمرة الثانية؛ بغية الاستيلاء على الحكم في «الروملي». ولذلك، فإن سلطنة «مراد الثاني»، بدت وكأنها قضاء على عهد فترة (أي عهد الفترة: عهد الفوضى) ثانية.

### جلوس الأمير «مصطفى جلبي» على سدة الحكم في «أدرنة»
إن ظهور الأمير «مصطفى جلبي» وجلوسه على سدة الحكم في «أدرنة»، بعد جلوس ابن أخيه، «مراد الثاني» في «بورصة»، بفترة قصيرة ـ هو لعبة سياسية غريبة، من الإمبراطورية البيزنطية. وبناءً على الرواية الواردة في هذا الصدد، فإن الإمبراطور البيزنطي، «مانوئيل الثاني»، أرسل، أولاً، وفداً إلى «مراد الثاني» لتهنئته بالحكم؛ محاولة منه للتلاؤم معه. وبهذه المناسبة، طلب «مانوئيل» من «مراد الثاني»، بناءً على وصية والده، إرسال أخويه: «محمود» و«يوسف» إلى بيزنطة. والحقيقة أن طلب الإمبراطور للأميرين الصغيرين، كان بهدف إبقائهما رهينتين بيده، أكثر من تنفيذ وصية السلطان «محمد الأول». ويروى أن «بايزيد باشا»، رد على ذلك الطلب، بأن الإسلام لا يسمح بإيداع أولاد المسلمين لتربيتهم عند النصارى. وبناءً على ذلك الرد، فقد أرسل «ديمتريوس لاسكاريس»، الذي كان سفيراً لدى السلطان «محمد الأول»، مع عشر سفن، إلى جزيرة «ليمني»؛ وأخرج الأمير «مصطفى جلبي» ابن «بايزيد الأول»، مع أتباعه، إلى البر في سواحل «كلي بولي». وقد أخلي سبيل «جنيد بك بن إزمير أغلو»، الذي كان قد زجَّ به في دير، مع إخلاء سبيل الأمير «مصطفى» أيضاً، مع أتباعه.
وبناءً على رواية أخرى، فإن الأمير «مصطفى جلبي»، جُلب إلى «إسطنبول»، فعقدت معه معاهدة، تعهد بموجبها «مصطفى جلبي»، أنه إذا تمكن من زمام أمور الحكم، فإنه يعيد لبيزنطة «كلي بولي» و«تساليا» وبعض المواقع في سواحل البحر الأسود. وبتلك الصورة، استند «مصطفى جلبي» إلى مساعدة بيزنطة، وجمع من حوله العديد من أمراء «الروملي»، وذهب إلى «أدرنة»، معلناً سلطنته. ويروى أن «جنيد بن إزمير إغلو»، أصبح وزيراً للأمير «مصطفى جلبي». وبناءً على ما جرى، فقد اتصل الإمبراطور البيزنطي، «مانوئيل الثاني»؛ «مصطفى جلبي»، وطلب منه الإيفاء بالمعاهدة، التي بموجبها تعاد «كلي بولي» وغيرها من المواقع إلى الإمبراطورية. غير أن «مصطفى جلبي» و«جنيد بك»، رفضا ذلك الطلب رفضاً قاطعاً، قائلين: لا يجيز الإسلام التنازل عن أراضي المسلمين لصالح النصارى؛ وإنهما مضطران إلى القيام بفتح البلاد النصرانية الأخرى أيضاً.
وبناءً على ذلك، ولما رجع الوفد البيزنطي بسلاح حاف جاف، قام الإمبراطور البيزنطي، هذه المرة، بإجراء المذاكرات مع السلطان «مراد الثاني». ولكن، بالنظر إلى إصراره على مسألة الأميرين الصغيرين، فقد بقيت المذاكرات من دون نتيجة. واتفق «مراد الثاني» مع جنويي «فوجا» على نقل الجنود العثمانيين إلى «الروملي»، ضد عمه فيها. وهذا يعني، كما هو أمر طبيعي، أن السلطان «مراداً الثاني»، أصبح مواجهاً لعمه، «مصطفى» من جهة؛ ولبيزنطة، من جهة ثانية. تشكيل صنف جديد من المشاة، باسم «الأعزب» لقد أحدث هذا الصنف من الجنود، الذين قاموا بأدوار كبيرة في المعارك العثمانية، التي ستنشب، فيما بعد ـ الأمير «مصطفى جلبي» الحقيقي، الذي أطلق عليه، زوراً وبهتاناً، «المزور»، من دون أي وجه حق. ويروى أنه خصص كلاً من أفراد هذا الصنف الجديد من الجنود، بخمسين آقجة.

## 825هـ/1422م حادثة «أولوباد»، بين «مراد الثاني» و«مصطفى جلبي»
يذكر أن أولى بوادر الخصومة، بين العم وابن الأخ، قد صدرت من ابن الأخ، «مراد الثاني». وبناءً على هذه الرواية، فإن «مصطفى جلبي»، ما إن ظهر في «الروملي»، في عام 824هـ/1421م، حتى ساق «مراد الثاني» قوة، بقيادة الوزير الأعظم «بايزيد باشا»، فقابل «مصطفى جلبي» هذه القوة، في «سازلي درة»؛ وقام في وجه العساكر، خطيباً، وما إن كلمهم عدة كلمات، حتى التحق به كل العساكر؛ فقبض على «بايزيد باشا» وأعدم. ولكن، بناءً على رواية ثانية، فإن «بايزيد باشا» قتل في أثناء نشوب المعركة؛ بل إنه بموجب رواية ثالثة، فإن «بايزيد باشا»، لم يقتل في «سازلي درة»، وإنما قتل في «كلي بولي»، في أثناء دفاعه عنها. وبناءً على رواية رابعة، فإنه لما انتقل إلى «الروملي»، في عام 824هـ/1421م، التحق بـ«مصطفى جلبي»؛ غير أنه أعدم، في عام 825هـ/1422م، بسبب عدم حصوله على ثقة سيده، «مصطفى جلبي». ويبدو، كما هو أمر محقق، أن «مراداً الثاني»، لم يستفد شيئاً من تلك المحاولة، التي قام بها «بايزيد باشا»؛ بل على العكس من ذلك، أصبحت هذه المحاولة وسيلة لقيام «مصطفى جلبي» بالتوجه إلى الأناضول، حيث انتقل، مع العديد من أمراء «الروملي»، من قناة الدردنيل (جنق قلعة) إلى الأناضول. و«بايزيد باشا»، هو أول وزير أعظم في الدولة العثمانية، يقتل في الحرب.
والتقى جيشا العم وابن الأخ، في موقع «أولوباد». وأخذ كل طرف من الطرفين جانباً من جسر «أولوباد». وبما أن بعض المؤامرات السياسية، دخلت في المسألة، فقد حُلت من دون وقوع حرب. فيروى أن «مراداً الثاني»، الذي وجد مقدم عمه بقوات كبيرة، اتخذ تدبيرين اثنين:
أولهما: جلب «محمد بك»، ابن «ميخال»، من «توقاد»، حيث سبق أن نفي، لما أصبح «موسى جلبي» أمير الأمراء.
ثانيهما: مخادعة «جنيد بك بن إزمير أغلو»، الذي بات وزيراً للأمير «مصطفى جلبي».
فلقد تمت الاستفادة من مجيء "محمد الثاني"، ابن «ميخال»، بسبب نفوذه الكبير على حراس الثغور، المعروفين بـ"آقنجيلر"، وكذلك على الأمراء في «الروملي»؛ بل إنه بناءً على رواية "عاشق باشا زاده"، الذي حضر في تلك الحادثة شخصياً، فقد اتفق ابن «ميخال»، في هذا الطرف من الضفة، وأمراء «الروملي»، في الضفة الثانية من النهر، ووقع بينهما الاتفاق. وعلى الرغم من ورود رواية، تفيد بمخادعة «جنيد بك بن إزمير أغلو» في هذا الحادثة، فإن هناك اختلافات في تفصيلاتها. ومن جهة ثانية، أرسل "لحاج عوض باشا" من وزراء «مراد الثاني»، خطاباً إلى «مصطفى جلبي»، تظاهر فيه بأنه من أتباعه، وحدثه عن خيانة أمراء «الروملي». فكل تلك الأمور، أدت بـ«مصطفى جلبي» إلى فهم حقيقة الخطر الداهم، فاضطر إلى الهروب، أولاً" إلى "إزمير"، ثم منها، بالسفينة، إلى «كلي بولي». وبناءً على رواية ثانية، فإن «مصطفى جلبي»، لم يذهب إلى "إزمير"، وإنما وصل إلى «كلي بولي»، بشق الأنفس، خلال ثلاثة أيام؛ بل تزيد الرواية، أن قاضي "بيغا"، تعاون معه، أثناء هروبه، فأمر السلطان «مراد الثاني»، بإعدامه بسبب ذلك.

### حملة «مراد الثاني» على «الروملي»، وإعدام «مصطفى جلبي»
لقد انتقل «مراد الثاني» من الأناضول إلى «الروملي»؛ بغية متابعة عمه، بمساعدة السفن، التي وفرها من جنويي «فوجا». وعلى الرغم من قيام «مصطفى جلبي»، الذي كان موجوداً في «الروملي»، بضرب سفن ابن أخيه، «مراد الثاني»، فإنه لم يتمكن من منع قواته من النزول في تلك المنطقة. وبناءً على ذلك، بدأ «مراد الثاني» بوضع الحصار على «كلي بولي». ويروى أن «مصطفى جلبي»، الذي تيقن بعدم إمكانية مقاومة ابن أخيه، فر من «كلي بولي»، متجهاً إلى «أدرنة»، حيث أخذ خزينته وذهب باتجاه «الأفلاق».
وعلى الرغم من تأكد القبض على «مصطفى جلبي»، بجوار «ينيجة قزل آغاج»، إلا أن هناك اختلافاً في التفاصيل؛ فتفيد إحدى الروايات، أنه لما وصل إلى هذا الموقع، تم تسليمه للرجال المتابعين لأثره، على أيدي رجاله، الذين خانوه. وبناءً على رواية أخرى، فإن «مراد الثاني»، وجد عمه مختبئاً وراء أدغال، فأخرجه منها بيديه، وجلبه معه إلى «أدرنة»، حيث علقه بأحد أبراج القلعة، مصلوباً. أما المؤرخ «إيوركا»، فيذكر أن «مصطفى جلبي»، لم يقتل في ذلك التاريخ؛ وإنما أعدم في عام 829هـ/1426م.
وإذا عدّ «سليمان» و«موسى جلبي» من سلاطين الدولة العثمانية، فينبغي أن يعدّ «مصطفى جلبي» أيضاً منهم؛ فهذا أيضاً أقام الحكم في «الروملي»، مثلهم، بل إنه سك النقود أيضاً. غير أنه بالنظر إلى عدم تمكن أحد من هؤلاء الثلاثة من أراضي الدولة العثمانية، في الأناضول و«الروملي»، في وقت واحد، فلا يجوز هذا الإطلاق.

### وفاة «سليمان جلبي»، صاحب «المولد»
إن هذا الشاعر، «سليمان جلبي»، الذي سمي أيضاً باسم «سليمان دده»، يعد أسطع الوجوه الأدبية التركية وأشرقها. كان والده، «أحمد باشا»، من وزراء «مراد الأول»، وجده الشيخ «محمود». وقد أم «سليمان جلبي» جامع بايزيد الأول في «بورصة». تاريخ ميلاده غير معلوم. ويقع قبره في «بورصة» على طريق (حي) «جكرغة».
ومؤلَّفه الخالد، الذي لا يموت، ولا يقدم، والذي يحتفي به الأدب التركي، منذ العصور الخالية، بتقديس جم، ليس وثيقة مهمة لتاريخ الأدب التركي فحسب، بل إنه وثيقة قيمة حتى لتاريخ اللغة التركية أيضاً.

### ضرب الحصار السادس على القسطنطينية
كانت الحصارات الأربعة الأولى على القسطنطينية، ضربت في عهد السلطان يلدرم بايزيد؛ والخامس في عهد ابنه «موسى جلبي».
ويبدو من المؤكد، أن شروع السلطان مراد الثاني بضرب هذا الحصار السادس على «القسطنطينية»، كان يستهدف الانتقام من الإمبراطور البيزنطي، «مانوئيل الثاني»، الذي أحدث مشكلة «مصطفى جلبي» بشكل مقصود؛ بل إن المشكلة ما إن أخمدت، حتى قام الإمبراطور بإرسال وفد إلى السلطان مراد الثاني بغية إمرار العاصفة بسلام، نظراً إلى معرفته بالمصيبة التي يتعرض لها. إذ إن الوالد الباسل للسلطان «محمد الفاتح»، لم يكن له أن يضع مسمعه لذلك الوفد، بل إنه لم يترك الوفد يغادر، حتى أكمل كل استعدادات الحصار.
وكان الإمبراطور الكهل على بيزنطة، «مانوئيل الثاني»، قد ترك أمور الدولة لشريكه في الحكم، وابنه، «يؤانس الثامن»، مشتغلاً بتأليف بعض الكتب. أما ابنه، «يؤانس الثامن»، فكان مشغولاً بعداوة العثمانيين. إلا أنه بالنظر إلى عدم مقدرته على الدفاع عن البلاد، تجاه ما يقوم به الجيش العثماني إزاءها، فإن الابن أيضاً، وقع في ربكة من أمره، مثل والده تماماً. كان الجيش العثماني الذي تم تجهيزه بأدوات الحصار والمدافع الكبيرة قد قام بتنظيف المنطقة المجاورة للقسطنطينية أولاً، ثم ضرب حصاراً شديداً على المدينة، وبدأ بالتضييق عليها.
بدأ الحصار السادس على «القسطنطينية»، في شهر جمادى الآخرة، الموافق لشهر يونيه من هذه السنة. واستمر حتى نهايات شهر شوال، الموافق لشهر سبتمبر، حيث استمر أربعة أشهر، على وجه التقريب. ولقد شارك «شمس الدين البخاري»، المشهور بلقب «أمير سلطان»، في هذا الحصار، مع خمسمائة نفر من مريديه، وشجع بذلك الجيش العثماني بنفوذه المعنوي.
أما البيزنطيون، فقد دافعوا عن بلادهم وقاموا بعمليات اقتحام، حتى النساء شاركن في الدفاع عن المدينة. ويروى أن أشد هجوم، تعرضت له «القسطنطينية»، كان في يوم الإثنين، السادس من رمضان، الموافق لـ 24 أغسطس من هذه السنةـ غير أن هذا الهجوم أيضاً لم يسفر عن شيء.
والحقيقة أن رفع الحصار، قبل فتح المدينة، في الوقت الذي كانت «القسطنطينية» قاب قوسين أو أدنى من السقوط، كان بسبب قيام الأمير «مصطفى»، وهو الأخ الصغيرللسلطان مراد الثاني، بالتمرد في وجه أخيه، بحجة ادعاء السلطنة. فهذا الأمير، الذي يعرف بـ«مصطفى الصغير»، كان شاباً صغيراً، وتحمس لإغواء العدو بسهولة، حيث دخلت المؤامرة البيزنطية في المسألة، وأصبح «بنو قره مان» و«بنو كرميان» أيضاً، عوامل مهمة في نشوب هذا التمرد.
وبناءً على ذلك الوضع، فقد تم رفع الحصار، ونجت مدينة «القسطنطينية» بعد عشرين سنة من كارثة معركة أنقرة 1402م، من هذه الكارثة الكبيرة، التي تعرضت لها. وبقيت في حوزة الإمبراطورية البيزنطية لمدة إحدى وثلاثين سنة أخرى، إلى أن تم فتحها على يدي السلطان "محمد الفاتح". وكان هذا الحصار السادس، هو آخر حصار مفروض على «القسطنطينية»، قبل الفتح.
ولقد زعم البيزنطيون أن هذه النجاة حدثت بمعجزة، فحواها أن السيدة «مريم» وقفت أثناء الحرب على الأسوار ودافعت عنها، فتحققت بذلك المعجزة ونجت المدينة! والحقيقة أن مثل هذه الخرافات تكاثرت في الفترة الأخيرة من الإمبراطورية البيزنطية.

## أسرته

### أحفاده
- أورخان جلبي